# Viola douglasii
Viola douglasii Steud. – gatunek roślin z rodziny fiołkowatych (Violaceae). Występuje naturalnie w Stanach Zjednoczonych (w Oregonie i Kalifornii) oraz Meksyku (w stanie Kalifornia Dolna). W całym swym zasięgu jest gatunkiem bliskim zagrożeniu. 

## Morfologia
PokrójRoślina jednoroczna dorastająca do 7–25 cm wysokości. Łodyga jest wyprostowana lub nieco odchylona.
LiścieBlaszka liściowa liści odziomkowych jest pierzasta i ma owalny kształt, złożona z 3–5 równowąskich, wąskoeliptycznych lub podługowatych klapek. Mierzy 3,5–5 cm długości oraz 2,4–3,5 cm szerokości, jest karbowana na brzegu, ma stłumioną nasadę i ostry lub tępy wierzchołek, osadzonych na ogonku liściowym o 5–6,8 cm długości. Liście łodygowe mierzą 1,1–4,1 cm długości oraz 1–3,6 cm szerokości, mniej lub bardziej przypominające liście odziomkowe, mające ogonek liściowy o długości 0,9–4 cm. Przylistki są strzępiaste.
KwiatyPojedyncze, chasmogamiczne, wyrastające z kątów pędów, osadzone na szypułkach o długości 2–12,5 cm. Mają orzęsione działki kielicha o lancetowatym kształcie. Płatki mają jasnożółtą barwę, dwa górne są od ciemnoczerwonych do mniej lub bardziej czarnych od dolnej strony, trzy dolne są z ciemnobrązowymi żyłkami, dwa boczne płatki są brodate z obłymi włoskami, płatek dolny mierzy 8-21 mm długości.
OwoceTorebki mierzące 5-12 mm długości, nagie, o kształcie od kulistego do podługowatego. Nasiona mają mniej więcej 2,5 mm długości i jasnobrązową barwę.

## Biologia i ekologia
Rośnie na suche, otwartych, żwirowe stokach na niewielkich wzniesieniach. Występuje na wysokości do 2300 m n.p.m. Kwitnie od lutego lub marca do maja. 